# Najiguré
Der Najiguré war ein Längen- und Wegemaß im französischen Ostindien. Die Namen der Maße sind teilweise in der französischen Schreibweise gebraucht worden. Besonders in der Region Pondichery war das Maß verbreitet. 
- 1 Najiguré = 4 Coupoudoutourams = 800 Vilcadés (1 V. = 921,6035 Pariser Linien = 2,07898 Meter) = 1663,18 Meter
- 2 ½ Najigurés = 1 Courosame = 2000 Vilcadés = 4,158 Kilometer
- 10 Najigurés = 4 Courosame = 1 Yosané